# Kate Trotter
Kate Trotter (Toronto, 5 febbraio 1953) è un'attrice canadese.

## Biografia
È un'attrice caratterista canadese; debutta nel mondo dello spettacolo agli inizi degli anni ottanta partecipando in diverse serie televisive, sia in qualità di ospite che in ruoli fissi. Parzialmente attiva anche in ambito cinematografico, una delle partecipazioni maggiori da citare è quella di aver interpretato la zia del protagonista in Upside Down. 
L'attrice svolge inoltre il ruolo di tutor aziendale ed è attiva anche in ambito teatrale.

## Filmografia parziale

### Cinema
- Beyond Borders - Amore senza confini (2002)
- Plain Truth, regia di Paul Shapiro (2004)
- Upside Down (2012)
- The Silence, regia di John R. Leonetti (2019)

### Televisione
- Clarence - La vita è sempre meravigliosa (Clarence), regia di Eric Till – film TV (1990)
- Relic Hunter – serie TV, episodio 2x14 (2001)
- I misteri di Murdoch (Murdoch Mysteries) - serie TV, episodio 1x07 (2008)

## Doppiatrici italiane
Nelle versioni in italiano dei suoi lavori, Kate Trotter è stata doppiata da:
- Lorenza Biella in Anna dai capelli rossi - Una nuova vita, Anna dai capelli rossi - Promesse e giuramenti, Anna dai capelli rossi - In pace con il mondo
- Alba Cardilli in Pianeta Terra: Cronaca di un'invasione
- Angiola Baggi in Relic Hunter
- Cristina Piras in The Silence